# 地漿水
地漿水是一种传统中药成份。其制作方法是掘地三尺左右，在黄土层里注入新汲的水，搅混，等澄清后取出的水就是地漿水。
地浆水性寒味甘，据《本草纲目》记载：“地浆解中毒烦闷，解一切鱼肉果菜药物诸菌毒，及虫蜞入腹，中暍卒死者”。据说还可用来治疗跌打损伤以及食物相克中毒。